# Anstalten Sagsjön
Anstalten Sagsjön är en anstalt för kvinnor belägen i Lindome i Mölndals kommun ca 15 km söder om Göteborg.

## Historik
Anstalten Sagsjön öppnades år 1999 och är en behandlingsanstalt för kvinnor. År 2006 blev anstalten en av landets behandlingsanstalter. Namnet Sagsjön kommer av att anstalten ligger vid en sjö med det namnet. Sagsjön är består egentligen av tre anstalter med sluten och öppen avdelning samt ett utslusshus. Anstalten har sedan starten prioriterat självförvaltning, förhållningssätt och behovet av en vårdkedja.
I maj 2021 togs det första spadtaget till en utbyggnad av anstalten från 35 till 77 platser. Utbyggnaden av att de befintliga anstaltsbyggnader rivs och ersätts inom det befintliga anstaltsområdet med två nya byggnader på totalt 8 000 kvadratmeter i tre plan. Nybyggnationen beräknas vara helt klar den 1 januari 2024 och kommer då både säkerhetsklass 2 och 3, där klass 2 är den högsta för kvinnor. Anstalten kommer då ha 44 platser i klass 2 och 33 platser i klass 3.

## Anstaltsplatser för barn och ungdomar
I september 2023 fick Kriminalvården i uppdrag av regeringen att förbereda inrättandet av särskilda enheter för unga i åldern 15–17 år. I januari 2025 fattade Kriminalvården ett inriktningsbeslut om vilka anstalter skulle kunna bli aktuella för framtida barn- och ungdomsavdelningar, där anstalten Sagsjön nämndes som en av åtta planerade platser.